# Tetramorium lobulicorne
Tetramorium lobulicorne är en myrart som beskrevs av Santschi 1916. Tetramorium lobulicorne ingår i släktet Tetramorium och familjen myror. Inga underarter finns listade i Catalogue of Life.